# Kudrajuki
Kudrajuki (en georgiano: კუდრახუქი) o Skurcha (en abjasio: Скурча) es una aldea que pertenece a la parcialmente reconocida República de Abjasia, dentro del distrito de Ochamchire, aunque de iure es parte del municipio de Ochamchire de la República Autónoma de Abjasia de Georgia.

## Geografía
Kudrajuki se encuentra en la orilla izquierda del río Kodori, a 23 km de Ochamchire. Las aldea se administra desde el pueblo de Adziubzha.   